# Ole Kiehn
Ole Kiehn (født 30. september 1958 i Nakskov) er en dansk videnskabsmand. Han er professor ved Karolinska Institutet og anerkendt som en af verdens førende hjerneforskere. I 2022 modtog han sammen med Silvia Arber og Martyn Goulding The Brain Prize, verdens største hjerneforskerpris, for at have revolutioneret forståelsen for, hvordan centralnervesystemet styrer vores bevægelser.

## Baggrund
Ole Kiehn er født i Nakskov i 1958, hvor han voksede op på Rosnæs og gik på Madeskovskolen. Hans far arbejdede som ingeniør på Nakskov Skibsværft, mens hans mor var hjemmegående husmor. Ole gik på Nakskov Gymnasium og har senere udtalt, at han dér havde nogle fantastiske unge lærere, som inspirerede ham til at blive nysgerrig og videnssøgende. Efter sin studentereksamen i 1977 påbegyndte han samme år medicinstudiet ved Københavns Universitet. Han havde overvejet at læse  biokemi, biologi eller sammenlignende litteraturvidenskab, men endte med at vælge medicin, da det virkede som en meget bred videnskab, der rakte fra molekyler til samlede livssystemer. Under studiet fandt han ud af, at han havde svært ved at se sig selv som læge, og besluttede derfor at prøve at gå forskervejen som en exitstrategi.

## Forskerkarriere
Kiehn blev cand.med. i 1985 og dr. med. i neurofysiologi i 1990, begge dele ved Københavns Universitet. Efter at have haft forskellige forskerstipendier blev han i 1997 lektor ved Institut for neurofysiologi på KU. I 2001 blev han rekrutteret til det svenske Karolinska Institutet gennem KI's eliterekrutteringsprogram, og i 2004 blev han professor i neurovidenskab ved KI.
Kiehn har modtaget en lang række akademiske æresbevisninger i tidens løb. I 2010 blev han medlem af Det Kongelige Danske Videnskabernes Selskab og i 2012 af Kungliga Vetenskapsakademien. I 2014 blev han medlem af Nobelkomiteen, der udpeger vinderne af Nobelprisen i medicin. I 2022 modtog han sammen med Silvia Arber og Martyn Goulding The Brain Prize, verdens største hjerneforskerpris, for at have revolutioneret forståelsen for, hvordan centralnervesystemet styrer vores bevægelser. Deres forskning gav håb om, at man med behandlinger dybt nede i hjernestammen kan hjælpe mennesker med bevægelsesforstyrrelser og neurologiske lidelser, eksempelvis  patienter med Parkinsons sygdom. Med prisen fulgte en samlet sum på 10 millioner kr.

## Privatliv
Kiehn blev i 2006 gift med den danske kunstner Inger Houbak.